# Drag Race España (terza edizione)
La terza edizione di Drag Race España è andata onda in Spagna dal 16 aprile al 25 giugno 2023 sulla piattaforma streaming ATRESplayer.
Il 19 marzo 2023 sono state annunciate le dodici concorrenti, provenienti da diverse parti della Spagna, in competizione per ottenere il titolo di prossima España's Next Drag Superstar. Il successivo 16 aprile, durante la trasmissione della prima puntata, è stata rivelata una tredicesima concorrente: The Macarena, concorrente e prima eliminata della prima edizione del programma.
Pitita, vincitrice dell'edizione, ha guadagnato come premio 30000 €, una fornitura di cosmetici della Krash Kosmetics, un viaggio tutto compreso per l'isola di Malta sponsorizzato da EuroPride, una corona e uno scettro di Aster Lab Jewels.
Hornella Góngora, Pakita e Pink Chadora prenderanno parte alla prima edizione di Drag Race España All Stars. 

## Concorrenti
Le tredici concorrenti che prendono parte al reality show sono:
| Concorrente      | Vero nome                        | Età | Città                          | Posizionamento |
| ---------------- | -------------------------------- | --- | ------------------------------ | -------------- |
| Pitita           | Bernat Bordes Vendrell           | 27  | Barcellona – Catalogna         | Vincitrice     |
| Vania Vainilla   | Diego Millán Tarrasón            | 39  | Saragozza – Aragona            | 2º posto       |
| Hornella Góngora | Javier Sevillano Jiménez         | 35  | Alicante – Comunità Valenciana | 3º/4º posto    |
| Kelly Roller     | Francisco José Cabrera Martínez  | 30  | Torremolinos – Andalusia       | 3º/4º posto    |
| Clover Bish      | Ariadna Congost Quesada          | 24  | Barcellona – Catalogna         | 5º posto       |
| Bestiah          | Marcos Galisteo Pedraz           | 30  | Leganés – Madrid               | 6º posto       |
| Pakita           | Francisco José Venegas Morales   | 28  | Siviglia – Andalusia           | 7º/8º posto    |
| Pink Chadora     | Martín de Arriba Cla             | 38  | Malaga – Andalusia             | 7º/8º posto    |
| Visa             | Edi David Roque García           | 34  | Tampico – Messico              | 9º posto       |
| The Macarena     | Isaac Garabito López             | 31  | Cadice – Andalusia             | 10º posto      |
| Chanel Anorex    | Cristofer Caamaño González       | 31  | Salamanca – Castiglia e León   | 11º posto      |
| Drag Chuchi      | Pedro Alberto Bethencourt Guerra | 32  | Las Palmas – Isole Canarie     | 12º posto      |
| Maria Edilia     | Edixon Felipe Calanche Varela    | 41  | Maracay – Venezuela            | 13º posto      |

## Tabella eliminazioni
| Ordine | Episodi  | Episodi  | Episodi  | Episodi  | Episodi  | Episodi  | Episodi  | Episodi  | Episodi  | Episodi          |
| Ordine | 1        | 2        | 3        | 4        | 5        | 6        | 7        | 8        | 9        | 11               |
| ------ | -------- | -------- | -------- | -------- | -------- | -------- | -------- | -------- | -------- | ---------------- |
| 1      | Bestiah  | Pink     | Pitita   | Pitita   | Pink     | Pitita   | Vania    | Pitita   | Vania    | Pitita           |
| 2      | Hornella | Bestiah  | Bestiah  | Macarena | Hornella | Hornella | Kelly    | Clover   | Pitita   | Vania Vainilla   |
| 3      | Pakita   | Chanel   | Pakita   | Pakita   | Vania    | Vania    | Clover   | Hornella | Kelly    | Hornella Góngora |
| 4      | Vania    | Clover   | Pink     | Vania    | Visa     | Bestiah  | Bestiah  | Vania    | Hornella | Kelly Roller     |
| 5      | Pitita   | Macarena | Vania    | Hornella | Pitita   | Pink     | Hornella | Kelly    | Clover   |                  |
| 6      | Pink     | Visa     | Macarena | Pink     | Clover   | Pakita   | Pitita   | Bestiah  |          |                  |
| 7      | Chanel   | Pitita   | Visa     | Bestiah  | Bestiah  | Clover   | Pakita   |          |          |                  |
| 8      | Clover   | Hornella | Hornella | Visa     | Pakita   | Visa     | Pink     |          |          |                  |
| 9      | Visa     | Kelly    | Clover   | Clover   | Macarena |          | Visa     |          |          |                  |
| 10     | Kelly    | Pakita   | Kelly    | Kelly    |          |          | Macarena |          |          |                  |
| 11     | Macarena | Vania    | Chanel   |          |          |          | Chanel   |          |          |                  |
| 12     | Chuchi   | Chuchi   |          |          |          |          | Chuchi   |          |          |                  |
| 13     | Maria    |          |          |          |          |          | Maria    |          |          |                  |

Legenda:
     La concorrente ha vinto la gara
     La concorrente è arrivata in finale ma non ha vinto la gara
     La concorrente è arrivata in finale, ma è stata eliminata
     La concorrente ha vinto la puntata
     La concorrente figura tra le prime ma non ha vinto la puntata
     La concorrente è salva e accede alla puntata successiva (l'ordine di chiamata è casuale)
     La concorrente figura tra le ultime ma non è a rischio eliminazione
     La concorrente figura tra le ultime due ed è a rischio eliminazione
     La concorrente è stata eliminata
     La concorrente ha vinto la puntata ed è stata riammessa nella competizione
     La concorrente è tornata con la possibilità di riprendere parte alla competizione ma è stata nuovamente eliminata

## Giudici
- Supremme de Luxe
- Ana Locking
- Javier Ambrossi
- Javier Calvo

### Giudici ospiti
- Paco León
- Soraya
- Palomo Spain
- Paco Plaza
- La Terremoto de Alcorcón
- Mónica Cruz
- Eva Soriano
- María Peláe
- Valentina

## Special Guest
- Mista
- Chanel
- Carmelo Segura
- Karina
- Pupi Poisson
- Carlos Marco
- Ferrán González
- Álvaro Kruse
- Las Hermanas Hurtado
- Samantha Ballentines
- Estrella Extravaganza
- Marina
- Jota Carajota
- Drag Sethlas
- Onyx
- Marisa Prisa
- Diamante Merybrown
- Juriji Der Klee
- Ariel Rec
- Venedita Von Däsh
- Sharonne
- Alejandro Amenábar

## Riassunto episodi

### Episodio 1 –Supremme Eleganza Talent Extravaganza
Il primo episodio della terza edizione spagnola si apre con le concorrenti che entrano nell'atelier. La prima a entrare è Pink Chadora, l'ultima è Visa. Prima del tradizionale arrivo di Supremme, fa il suo ingresso nell'atelier The Macarena, concorrente della prima edizione, che ritorna ufficialmente in gara come concorrente. Supremme de Luxe fa il suo ingresso annunciando l'inizio di una nuova edizione e dando il benvenuto alle concorrenti.
- La mini sfida: le concorrenti devono posare per un servizio fotografico con una scenografia a tema Nella vecchia fattoria, dove devono realizzare un look ispirato ad un animale che si può trovare dentro una fattoria. La vincitrice della mini sfida è Hornella Góngora.
- La sfida principale: le concorrenti prendono parte a una gara di talenti, esibendosi davanti ai giudici. Le concorrenti decidono di esibirsi nelle seguenti categorie:

| Concorrente      | Talento dell'esibizione     |
| ---------------- | --------------------------- |
| Visa             | Trapezio                    |
| Bestiah          | Canto con pianoforte        |
| Vania Vainilla   | Stand-up comedy             |
| Clover Bish      | Canto e ballo               |
| Maria Edilia     | Lip Sync                    |
| Pink Chadora     | Canto e ballo               |
| The Macarena     | Canto                       |
| Pitita           | Mimo                        |
| Drag Chuchi      | Lip Sync                    |
| Hornella Góngora | Canto                       |
| Kelly Roller     | Canto e ballo con i pattini |
| Pakita           | Canto e pole dance          |
| Chanel Anorex    | Lip Sync                    |

Giudice ospite della puntata è Paco León. Il tema della sfilata è Spain Is Different, dove le concorrenti devono sfoggiare un abito che rappresenti la cultura spagnola. Supremme de Luxe dichiara Vania, Pitita, Pink, Chanel, Clover e Visa salve e lascia le altre concorrenti sul palco per le critiche. Drag Chuchi e Maria Edilia sono le peggiori, mentre Bestiah è la migliore della puntata.
- L'eliminazione: Drag Chuchi e Maria Edilia vengono chiamate ad esibirsi con la canzone Despechá di Rosalía. Drag Chuchi si salva, mentre Maria Edilia viene eliminata dalla competizione.

### Episodio 2 –Dragvisión
Il secondo episodio si apre con le concorrenti che rientrano nell'atelier dopo l'eliminazione di Maria, con Chuchi grata di avere ancora una possibilità per dimostrare le sue qualità ai giudici. Intanto le concorrenti si complimentano con Bestiah per la prima vittoria dell'edizione.
- La mini sfida: le concorrenti partecipano ad un quiz incentrato sull'Eurovision Song Contest, con l'obiettivo di abbinare il maggior numero di vincitori della manifestazione canora al Paese che hanno rappresentato. La vincitrice della mini sfida è The Macarena.
- La sfida principale: le concorrenti, divise in due gruppi, devono coreografare un numero da girl group sulle note del brano SloMo della cantante spagnola Chanel, con l'obiettivo di ricreare la coreografia con cui l'artista ha preso parte alla manifestazione europea. Avendo vinto la mini sfida, Macarena sarà una delle due caposquadra, mentre deve scegliere quella del gruppo avversario, scegliendo Vania. Macarena sceglie per il suo gruppo Clover, Visa, Chanel, Bestiah e Pink, mentre Vania sceglie Kelly, Chuchi, Hornella, Pakita e Pitita, poiché l'ultima rimasta. Le concorrenti raggiungono il palcoscenico principale, dove ad attenderle c'è Carmelo Segura, con la quale organizzano la coreografia per spettacolo. Il gruppo di Vania ha avuto problemi sull'organizzazione della coreografia, mentre il gruppo di Macarena è molto preparato per l'esibizione.

Giudice ospite della puntata è Soraya. Il tema della sfilata è España en Eurovision, dove le concorrenti devono sfoggiare un abito ispirato ad un rappresentante spagnolo dell'Eurovision Song Contest. Supremme de Luxe dichiara il gruppo di Macarena il migliore della sfida, con Pink Chadora che viene eletta la migliore della puntata, mentre le altre concorrenti sono a rischio eliminazione. Drag Chuchi e Vania Vainilla sono le peggiori della puntata.
- L'eliminazione: Drag Chuchi e Vania Vainilla vengono chiamate ad esibirsi con la canzone La noche es para mi di Soraya. Vania Vainilla si salva, mentre Drag Chuchi viene eliminata dalla competizione.

### Episodio 3 –El Gran Ball de las Regiones
Il terzo episodio si apre con le concorrenti che rientrano nell'atelier dopo l'eliminazione di Chuchi, con Vania triste per l'eliminazione di una sua amica. Il giorno successivo nell'atelier, le concorrenti discutono sulle critiche ricevute dai giudici e su come devono tenere alto il livello del programma.
- La sfida principale: le concorrenti partecipano al Gran Ball de las Regiones, dove presenteranno tre look differenti; il terzo dovrà essere cucito e assemblato a mano.  Avendo vinto la puntata precedente, Pink avrà il compito di assegnare i costumi tradizionali alle concorrenti. Le categorie sono:
  - Colores: un look ispirato dai colori e dai simboli della Spagna;
  - Sabores: un look ispirato ai piatti tipici della Spanga;
  - Regiones: un look realizzato in giornata con materiali e stoffe che prende ispirazione da un costume tradizionale delle varie comunità autonome della Spagna, che sono stati assegnati nella seguente maniera:

| Concorrente      | Costume tradizionale                     |
| ---------------- | ---------------------------------------- |
| Bestiah          | Chulapa (Madrid)                         |
| Chanel Anorex    | Baserritarra (Paesi Baschi)              |
| Clover Bish      | Traje de Flamenco (Andalusia)            |
| Hornella Góngora | Baturra (Aragona)                        |
| Kelly Roller     | Mandil (Asturie)                         |
| Pakita           | Traje de Labradora (Comunità Valenciana) |
| Pink Chadora     | Charro (Castiglia e León)                |
| Pitita           | Caceres (Estremadura)                    |
| The Macarena     | Traje de Matrimoniar (La Rioja)          |
| Vania Vainilla   | Traje de Pubilla (Catalogna)             |
| Visa             | Manta esperancera (Isole Canarie)        |

Giudice ospite della puntata è Palomo Spain. Supremme de Luxe dichiara Pink, Vania, Macarena, Visa e Hornella salve e lascia le altre concorrenti sul palco per le critiche. Chanel Anorex e Kelly Roller sono le peggiori, mentre Pitita è la migliore della puntata.
- L'eliminazione: Chanel Anorex e Kelly Roller vengono chiamate ad esibirsi con la canzone Genio atrapado di Christina Aguilera. Kelly Roller si salva, mentre Chanel Anorex viene eliminata dalla competizione.

### Episodio 4 –Seculas de Terror Drag
Il quarto episodio si apre con le concorrenti che rientrano nell'atelier dopo l'eliminazione di Chanel, con Kelly sodisfatta di aver dimostrato di essere una avversario temibile al playback. Il giorno successivo nell'atelier le concorrenti discutono su come sta iniziando a salire la tensione dopo le prime eliminazioni.
- La sfida principale: le concorrenti, divise in tre squadre, devono recitare in delle parodie di vari film horror spagnoli. Per determinare le squadre, le concorrenti devono far scoppiare dei palloncini, pieni di coriandoli colorati, appesi ai membri della Pit Crew. Il primo team è composto da Macarena, Clover e Visa, il secondo team è formato da Vania, Kelly, Pink e Hornella, ed, infine, l'ultimo team comprende Bestiah, Pitita, Pakita. Dopo aver letto il copione, le concorrenti raggiungono Supremme de Luxe e Paco Plaza, che aiuteranno a produrre le parodie nel ruolo di registi.

| Pellicola     | Concorrente      | Personaggio interpretato |
| ------------- | ---------------- | ------------------------ |
| El Guarranato | Hornella Góngora | Juana y Médium           |
| El Guarranato | Kelly Roller     | Paticoja                 |
| El Guarranato | Pink Chadora     | Simona                   |
| El Guarranato | Vania Vainilla   | Tomasa                   |
| Las Otras     | Clover Bish      | Ana Lalocking            |
| Las Otras     | The Macarena     | Mary Pomppins            |
| Las Otras     | Visa             | Grace Por Venir          |
| Drag Rec      | Bestiah          | Pabla                    |
| Drag Rec      | Pakita           | Tristana Medeiros        |
| Drag Rec      | Pitita           | Ángela Mortero           |

Giudice ospite della puntata è Paco Plaza. Il tema della sfilata è Mi Peor Yo, dove le concorrenti devono sfoggiare un abito che rappresenti il loro lato peggiore. Supremme de Luxe dichiara Vania, Hornella, Pink e Bestiah salve e lascia le altre concorrenti sul palco per le critiche. Kelly Roller e Clover Bish sono le peggiori, mentre Pitita è la migliore della puntata.
- L'eliminazione: Kelly Roller e Clover Bish vengono chiamate ad esibirsi con la canzone Ay mamá di Rigoberta Bandini. Clover Bish si salva, mentre Kelly Roller viene eliminata dalla competizione.

### Episodio 5 –Snatch Game
Il quinto episodio si apre con le concorrenti che rientrano nell'atelier dopo l'eliminazione di Kelly, con alcune tristi per la sua uscita poiché era diventata una grande amica all'interno del gruppo. Il giorno successivo nell'atelier, Vania inizia a sentire pesantemente la pressione della competizione.
- La mini sfida: le concorrenti devono "leggersi" a vicenda, ovvero dire qualcosa di cattivo ma facendolo in modo scherzoso. La vincitrice della mini sfida è Pakita.
- La sfida principale: le concorrenti prendono parte alla sfida più attesa in ogni edizione dello show, lo Snatch Game. Karina e Pupi Poisson sono le concorrenti del gioco. Le concorrenti dovranno scegliere una celebrità e impersonarla per l'intero gioco, con lo scopo di essere il più divertenti possibili. Le celebrità scelte dalle concorrenti sono state:

| Concorrente      | Personaggio interpretato |
| ---------------- | ------------------------ |
| Bestiah          | Isabel "La Hierbas" Ruiz |
| Clover Bish      | Maite Galdeano           |
| Hornella Góngora | Juan Carlos I            |
| Pakita           | Pepa Pink                |
| Pink Chadora     | Lola Flores              |
| Pitita           | Sara Montiel             |
| The Macarena     | Paca La Piraña           |
| Vania Vainilla   | Bárbara Rey              |
| Visa             | Paulina Rubio            |

Giudice ospite della puntata è La Terremoto de Alcorcón. Il tema della sfilata è Arriba la Pluma, dove le concorrenti devono sfoggiare un abito con delle piume. Supremme de Luxe dichiara Pitita e Clover salve e lascia le altre concorrenti sul palco per le critiche. The Macarena e Pakita sono le peggiori, mentre Pink Chadora è la migliore della puntata.
- L'eliminazione: The Macarena e Pakita vengono chiamate ad esibirsi con la canzone Desátame di Mónica Naranjo. Pakita si salva, mentre The Macarena viene eliminata dalla competizione.

### Episodio 6 –El Mago Precoz
Il sesto episodio si apre con le concorrenti che rientrano nell'atelier dopo l'eliminazione di Macarena, con Pakita triste per l'uscita di una sua cara amica e ringrazia le altre per il loro supporto nei suoi confronti. Il giorno successivo nell'atelier, le concorrenti ricevono dei doni da parte dei propri cari. 
- La sfida principale: le concorrenti prendono parte a un musical ispirato a Il meraviglioso mago di Oz, in cui ogni concorrente avrà il ruolo di un personaggio ispirato da uno proveniente dall'omonimo romanzo. Per l'assegnazione dei ruoli, le concorrenti prendono parte ad un casting, presieduto da Supremme De Luxe, il coreografo Carmelo Segura, l'autore Ferrán González e il produttore musicale Carlos Marco.  I personaggi interpretati dalle concorrenti sono stati:

| Concorrente      | Personaggio interpretato |
| ---------------- | ------------------------ |
| Bestiah          | La Bruja Mala            |
| Clover Bish      | Doro                     |
| Hornella Góngora | El Mago Precoz           |
| Pakita           | Drag sin Valor           |
| Pink Chadora     | Tea                      |
| Pitita           | Drag sin Cerebro         |
| Vania Vainilla   | La Bruja Buena           |
| Visa             | Drag sin Corazón         |

Giudice ospite della puntata è Mónica Cruz. Il tema della sfilata è Tres Looks en Uno, dove le concorrenti devono sfoggiare tre abiti in uno. Supremme de Luxe dichiara Bestiah e Pink salve e lascia le altre concorrenti sul palco per le critiche. Visa e Clover Bish sono le peggiori, mentre Pitita è la migliore della puntata.
- L'eliminazione: Visa e Clover Bish vengono chiamate ad esibirsi con la canzone Dime di Beth. Clover Bish si salva, mentre Visa viene eliminata dalla competizione.

### Episodio 7 –Segunda Oportunidrag
Il settimo episodio si apre con le concorrenti che rientrano nell'atelier dopo l'eliminazione di Visa, dispiaciute per la sua uscita poiché trasmetteva sempre positività all'interno del gruppo. All'improvviso da dietro lo specchio compaiono i volti di Maria Edilia, Drag Chuchi, Chanel Anorex, Kelly Roller, The Macarena e Visa che guardano le concorrenti con un'espressione di vendetta. Il giorno successivo nell'atelier, tutte le concorrenti si riuniscono per parlare e chiarire alcune discussioni rimaste in sospeso. 
Supremme fa il suo ingresso nell'atelier e annuncia che le sei concorrenti eliminate hanno la possibilità di ritornare nella competizione.
- La sfida principale: le concorrenti, divise in coppie, prendono parte al Reinas de la Comedia, uno spettacolo di stand-up comedy esibendosi dal vivo davanti a un pubblico. Per lo spettacolo le concorrenti devono dividersi in coppie composte da una concorrente già eliminata e da una ancora in gara. Le coppie vengono composte da: Visa e Pitita, Macarena e Pink, Kelly e Vania, Chanel e Hornella, Chuchi e Bestiah ed infine Maria e Pakita. Clover non essendo stata scelta da nessuno sarà la presentatrice dello show e presenterà le coppie. Prima di dare inizio alla sfida, Supremme aggiunge che le tre concorrenti peggiori andranno direttamente all'eliminazione, e che ci sarà una doppia eliminazione.

Giudice ospite della puntata è Eva Soriano. Il tema della sfilata è Peluca Palooza, dove le concorrenti devono sfoggiare un abito con delle parrucche enormi. Dopo la sfilata e le critiche dei giudici, Supremme de Luxe dichiara Pakita, Pink Chadora e Pitita le peggiori, mentre Vania Vainilla è la migliore della puntata, permettendo così a Kelly Roller di rientrare nella competizione.
- L'eliminazione: Pakita, Pink Chadora e Pitita vengono chiamate ad esibirsi con la canzone No controles delle Olé Olé. Pitita si salva, mentre Pakita e Pink Chadora vengono eliminate dalla competizione.

### Episodio 8 –¡Un, Dos, Drags!
L'ottavo episodio si apre con le concorrenti che rientrano nell'atelier dopo l'eliminazione di Pakita e Pink, che si complimentano per la prima vittoria di Vania e per il ritorno di Kelly. Successivamente Pitita è soddisfatta per aver mostrato le sue abilità nel playback. Tuttavia molte concorrenti iniziano a non sopportare più i suoi atteggiamenti superbi.
- La mini sfida: le concorrenti, divise in coppie, devono realizzare un trucco completamente bendate in 3 minuti. Al termine del tempo mostreranno il risultato a Álvaro Kruse, ambassador della Krash Kosmetics. Le vincitrici della mini sfida sono Bestiah e Clover Bish.
- La sfida principale: le concorrenti, divise in coppie, prendono parte al game show in diretta dal titolo ¡Un, Dos, Drags!, parodia del programma Un, dos, tres... responda otra vez. La prima coppia è composta da Vania e Bestiah, che interpretano una madre e la sua figlia ribelle, la seconda è formata da Pitita e Clover, che interpretano una coppia sposata proveniente dalla Catalogna, ed infine, l'ultima coppia comprende Kelly e Hornella, che interpretano una coppia di influencers.

Giudice ospite della puntata è María Peláe. Il tema della sfilata è Una Ilusión, dove le concorrenti devono sfoggiare un abito che mostri un'illusione ottica. Durante i giudizi viene chiesto alle concorrenti, chi secondo loro merita di essere eliminata. Dopo la sfilata e le critiche dei giudici, Supremme de Luxe dichiara Bestiah e Kelly Roller le peggiori, mentre Pitita è la migliore della puntata.
- L'eliminazione: Bestiah e Kelly Roller vengono chiamate ad esibirsi con la canzone La niña di María Peláe. Kelly Roller si salva, mentre Bestiah viene eliminata dalla competizione.

### Episodio 9 –Make Over: Barriencientas
Il nono episodio si apre con le concorrenti che rientrano nell'atelier dopo l'eliminazione di Bestiah, tutte ancora scioccate dalla sua uscita dal momento che era una delle concorrenti più temibili delle stagione. In particolare Vania si sente in colpa per la sua eliminazione dal momento che era una sfida a squadre. Il giorno successivo nell'atelier si discute si chi riuscirà ad accedere alla finale e su chi potrebbe essere eliminata.
- La mini sfida: le concorrenti prendono parte ad un torneo di schiaffi con una tortilla. La vincitrice della mini sfida è Pitita.
- La sfida principale:  le concorrenti devono fare un make-over, cioè truccare e preparare alcuni netturbini, per farli diventare simili in drag. Avendo vinto la mini sfida, Pitita può formare le coppie. Durante la preparazione della sfida, le concorrenti e i netturbini si confrontano tra loro su diverse questioni, come ad esempio come i netturbini devono lavorare ogni giorno per mantenere tutte le città di Spagna ordinate nonostante i vari pregiudizi, o su come le concorrenti devono costantemente dare il massimo per essere accettate nella società.

| Concorrente      | Netturbino (Nome Reale) | Netturbino (Nome in Drag) |
| ---------------- | ----------------------- | ------------------------- |
| Clover Bish      | Enrique                 | Cúrcuma Bish              |
| Hornella Góngora | Javi                    | Hortensia Góngora         |
| Kelly Roller     | Jorge                   | Nelly Moller              |
| Pitita           | Francisco               | Noah                      |
| Vania Vainilla   | Sandra                  | Nati Natilla              |

Giudice ospite della puntata è Valentina. Il tema della sfilata è Barricientas, dove le concorrenti e i netturbini devono sfoggiare due abiti in coppia che rappresentano la loro famiglia drag. Dopo la sfilata e le critiche dei giudici, Supremme de Luxe dichiara Hornella Góngora e Clover Bish le peggiori, mentre Vania Vainilla è la migliore della puntata ed accede alla finale, Pitita e Kelly Roller si salvano ed accedono alla finale.
- L'eliminazione: Hornella Góngora e Clover Bish vengono chiamate ad esibirsi con la canzone Vas a volverme loca di Natalia. Hornella Góngora si salva ed accede alla finale, mentre Clover Bish viene eliminata dalla competizione.

### Episodio 10 –El Reencuentro
In questo episodio tutte le concorrenti, si riuniscono insieme con Supremme de Luxe, per parlare della loro esperienza nello show: discutendo di quali sono stati i loro momenti migliori, delle sfide più difficili e delle scelte di stile effettuate delle concorrenti durante lo show.
Inoltre viene eletta la Miss Simpatia dello show che, come accade nella versione statunitense, è stata scelta dalle concorrenti. A vincere il titolo è stata Maria Edilia.

### Episodio 11 –Fiebre - La Final
L'undicesimo ed ultimo episodio di quest'edizione si apre con le concorrenti che, dopo l'annuncio delle quattro finaliste, discutono nell'atelier su chi riuscirà a vincere l'edizione e su chi sarà proclamata la prossima Drag Superstar spagnola.
Per l'ultima prova, prima di incoronare la vincitrice, le concorrenti devono comporre una strofa, cantare ed esibirsi sulla canzone di Supremme de Luxe, Fiebre e, successivamente, dovranno prendere parte a un'intervista con Supremme che pone domande sulla loro esperienza in questa edizione di Drag Race España.
Per la realizzazione della coreografia, le concorrenti raggiungono lo studio, dove il coreografo Carmelo Segura insegna i vari passi della coreografia.
I giudici della puntata sono: Supremme de Luxe, Ana Locking, Javier Calvo e Javier Ambrossi. Il tema della sfilata è Mi Mejor Look Drag, dove le concorrenti dovranno sfilare con il loro vestito migliore.
Dopo le critiche, le finaliste tornano nell'atelier dove ad aspettarle ci sono tutte le concorrenti dell'edizione, con le quali discutono dell'esperienza vissuta nello show. Prima di comunicare il giudizio, tutte le concorrenti sfilano sulla passerella con il loro Mejor Look Drag per un'ultima volta. Dopo l'ultima sfilata, Supremme de Luxe comunica che le due finaliste che accedono alla finalissima sono Pitita e Vania Vainilla, mentre Kelly Roller e Hornella Góngora vengono eliminate dalla competizione. Pitita e Vania Vainilla si esibiscono in playback sulla canzone Punto de partida di Rocío Jurado. Dopo l'esibizione, Supremme de Luxe dichiara Pitita vincitrice della terza edizione di Drag Race España.

### Episodio 12 –La Coronación
In questo episodio speciale, condotto dalla concorrente della seconda edizione Samantha Ballentines, le concorrenti si riuniscono per un'ultima volta per discutere su come il programma gli ha cambiato la vita e, per scoprire per la prima volta, il nome della vincitrice della terza edizione di Drag Race España.